# Liste der Wappen in der Provinz Alessandria Orte A bis L
Die Liste der Wappen in der Provinz Alessandria A bis L beinhaltet alle in der Wikipedia gelisteten Wappen der Orte mit dem Anfangsbuchstaben A bis L in der Provinz Alessandria in der Region Piemont in Italien. In dieser Liste werden die Wappen mit dem Gemeindelink angezeigt.

## Wappen der Provinz Alessandria

Provinz Alessandria
Lage von Alessandria

## Wappen der Gemeinden der Provinz Alessandria Orte A – L

Acqui Terme
Albera Ligure
Alessandria
Alfiano Natta
Alice Bel Colle
Alluvioni Piovera
Altavilla Monferrato
Alzano Scrivia
Argegno
Arquata Scrivia
Avolasca
Balzola
Basaluzzo
Bassignana
Belforte Monferrato
Bergamasco
Berzano di Tortona
Bistagno
Borghetto di Borbera
Borgo San Martino
Borgoratto Alessandrino
Bosco Marengo
Bosio
Bozzole
Brignano-Frascata
Cabella Ligure
Camagna Monferrato
Camino
Cantalupo Ligure
Capriata d’Orba
Carbonara Scrivia
Carentino
Carezzano
Carpeneto
Carrega Ligure
Carrosio
Cartosio
Casal Cermelli
Casale Monferrato
Casaleggio Boiro
Casalnoceto
Casasco
Cassano Spinola
Cassine
Cassinelle
Castellania Coppi
Castellar Guidobono
Castellazzo Bormida
Castelletto Merli
Castelletto Monferrato
Castelletto d’Erro
Castelletto d’Orba
Castelnuovo Bormida
Castelnuovo Scrivia
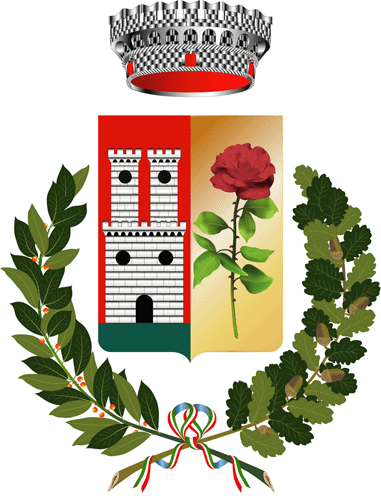
Castelspina
Cavatore
Cella Monte
Cereseto
Cerreto Grue
Cerrina Monferrato
Coniolo
Conzano
Costa Vescovato
Cremolino
Denice
Dernice
Fabbrica Curone
Felizzano
Fraconalto
Francavilla Bisio
Frascaro
Frassinello Monferrato
Frassineto Po
Fresonara
Frugarolo
Fubine
Gabiano
Gamalero
Garbagna
Gavi
Giarole
Gremiasco
Grognardo
Grondona
Guazzora
Isola Sant’Antonio
Lerma
Lu e Cuccaro Monferrato

## Wappen der Gemeinden der Provinz Alessandria Orte M – Z
- Liste der Wappen in der Provinz Alessandria Orte M bis Z